# Daisy Dodderig
Daisy Dodderig (Engels: Daisy Dodderidge) is een personage uit de Harry Potterboeken. Volgens het verhaal werd Daisy geboren in 1467. Ze stichtte de Lekke Ketel rond het jaar 1500, de herberg die als toegangspoort diende tussen de Dreuzelwereld en de Toverwereld. Ze stierf in 1555. Daisy staat op een van de Chocokikkerplaatjes.